# Kabinett Heath
Das Kabinett Heath wurde am 19. Juni 1970 von Premierminister Edward Heath gebildet und war bis zum 4. März 1974 1354 Tage im Amt.

## Regierungszeit
Die letzten beiden Amtsjahre von Premierminister Harold Wilson von 1968 bis 1970 waren geprägt von einer durch Wachstum und Schrumpfung schwankenden Wirtschaft, woraus die Conservative Party ihre Vorteile für die Wahlen im Juni 1970 ziehen konnte. In dieser Zeit stieg die Arbeitslosigkeit spürbar stark an. Trotz dieser schwachen Wirtschaftszahlen sahen die Meinungsumfragen eine Bestätigung der Labour-Party-Regierung, so dass Wilson die Neuwahlen für Juni 1970 ausrief.
Edward Heath, der 1965 als Nachfolger von Alec Douglas-Home Vorsitzender der Conservative Party geworden war, bildete das Kabinett nach dem Sieg der konservativen Tories bei den Unterhauswahlen vom 18. Juni 1970. Bei diesen Wahlen erzielte seine Partei 13.145.123 Stimmen (46,4 Prozent) und gewann damit 330 der 630 Sitze im House of Commons, während die Labour Party des bisherigen Premierministers Wilson nur 12.208.758 Wählerstimmen (43,1 Prozent) und 288 Mandate gewann. Der Wahlsieg war aufgrund der anderslautenden Meinungsumfragen damit eine Überraschung.
Zu Beginn der Amtszeit von Heath erstarkte die Wirtschaft und die Beschäftigungslosigkeit war relativ gering. 1973 trat Großbritannien der Europäischen Wirtschaftsgemeinschaft bei. Diese positive Stimmung änderte sich jedoch mit der Ölkrise im Oktober 1973. Kurz vor Weihnachten rief Heath eine „Drei-Tage-Woche“ aus, in der die Nutzung von Büros, Fabriken und den meisten öffentlichen Gebäuden auf drei Tage in der Woche beschränkt waren. Ferner sah er sich einem Kampf mit den Gewerkschaften wegen der Einfrierung der Löhne und anderen Beschränkungen ausgesetzt, die den Anstieg von Streiks anheizten. In der Folgezeit begann auch eine Rezession, die bis 1975 andauern sollte. Darauf reagierte Heath mit der Ausrufung von Neuwahlen im Februar 1974. Dadurch wollte er die Entscheidung der Wähler erzwingen, ob die Regierung oder die Gewerkschaften Großbritannien voranbringen würden.
Die Unterhauswahlen vom 28. Februar 1974 beendeten die Amtszeit von Heath. Zwar lagen die Konservativen mit 11.872.180 Stimmen (37,9 Prozent) vorn, gewannen aufgrund des Mehrheitswahlrechts aber nur 297 der 635 Parlamentssitze, wohingegen Wilsons Labour Party mit 11.645.616 Wählerstimmen (37,2 Prozent) 301 Sitze gewann. Damit verfügte keine Partei über eine absolute Mehrheit der Sitze im House of Commons, wodurch ein sogenanntes „hängendes Parlament“ (hung parliament). Da Gespräche der Tories mit der Liberal Party und den Ulster Unionists zur Bildung einer Koalition scheiterten, bildete Wilson als Premierminister am 4. März 1974 sein drittes Kabinett als Minderheitsregierung.

## Mitglieder des Kabinetts 1970 bis 1974
Dem Kabinett gehörten folgende Minister an:
| Zugehörigkeit |  | Konservative |

| Amt                                                                              | Bild              | Person                                  | Partei             | Partei             | Amtszeit         | Amtszeit     |
| -------------------------------------------------------------------------------- | ----------------- | --------------------------------------- | ------------------ | ------------------ | ---------------- | ------------ |
| Premierminister Erster Lord des Schatzamtes Minister für den öffentlichen Dienst | Edward Heath      | Edward Heath                            |                    | Conservative Party | 19. Juni 1970    | 4. März 1974 |
| Lordkanzler                                                                      | Quintin Hogg      | Quintin Hogg, Baron Hailsham            | Conservative Party | 20. Juni 1970      | 4. März 1974     |              |
| Lord President of the Council Leader of the House of Commons                     |                   | William Whitelaw                        | Conservative Party | 20. Juni 1970      | 7. April 1972    |              |
| Lord President of the Council Leader of the House of Commons                     | Robert Carr       | Robert Carr                             | Conservative Party | 7. April 1972      | 5. November 1972 |              |
| Lord President of the Council Leader of the House of Commons                     |                   | James Prior                             | Conservative Party | 5. November 1972   | 4. März 1974     |              |
| Lordsiegelbewahrer                                                               | George Jellicoe   | George Jellicoe, 2. Earl Jellicoe       | Conservative Party | 20. Juni 1970      | 5. Juni 1973     |              |
| Lordsiegelbewahrer                                                               |                   | David Hennessy, 3. Baron Windlesham     | Conservative Party | 5. Juni 1973       | 4. März 1974     |              |
| Schatzkanzler Zweiter Lord des Schatzamtes                                       | Iain Macleod      | Iain Macleod                            | Conservative Party | 20. Juni 1970      | 25. Juli 1970    |              |
| Schatzkanzler Zweiter Lord des Schatzamtes                                       |                   | Anthony Barber                          | Conservative Party | 25. Juli 1970      | 4. März 1974     |              |
| Außenminister                                                                    | Alec Douglas-Home | Alec Douglas-Home                       | Conservative Party | 20. Juni 1970      | 4. März 1974     |              |
| Innenminister                                                                    |                   | Reginald Maudling                       | Conservative Party | 20. Juni 1970      | 18. Juli 1972    |              |
| Innenminister                                                                    | Robert Carr       | Robert Carr                             | Conservative Party | 18. Juli 1972      | 4. März 1974     |              |
| Ministerin für Landwirtschaft, Fischerei und Ernährung                           |                   | James Prior                             | Conservative Party | 20. Juni 1970      | 5. November 1972 |              |
| Ministerin für Landwirtschaft, Fischerei und Ernährung                           |                   | Joseph Godber                           | Conservative Party | 5. November 1972   | 4. März 1974     |              |
| Verteidigungsminister                                                            | Peter Carington   | Peter Carington, 6. Baron Carrington    | Conservative Party | 20. Juni 1970      | 8. Januar 1974   |              |
| Verteidigungsminister                                                            |                   | Ian Gilmour                             | Conservative Party | 8. Januar 1974     | 4. März 1974     |              |
| Minister für Bildung und Wissenschaft                                            | Margaret Thatcher | Margaret Thatcher                       | Conservative Party | 20. Juni 1970      | 4. März 1974     |              |
| Minister für Beschäftigung                                                       | Robert Carr       | Robert Carr                             | Conservative Party | 20. Juni 1970      | 7. April 1972    |              |
| Minister für Beschäftigung                                                       |                   | Maurice Macmillan                       | Conservative Party | 7. April 1972      | 2. Dezember 1973 |              |
| Minister für Beschäftigung                                                       |                   | William Whitelaw                        | Conservative Party | 2. Dezember 1973   | 4. März 1974     |              |
| Energieminister                                                                  | Peter Carington   | Peter Carington, 6. Baron Carrington    | Conservative Party | 8. Januar 1974     | 4. März 1974     |              |
| Beigeordneter Minister für Energie                                               |                   | Patrick Jenkin                          | Conservative Party | 8. Januar 1974     | 4. März 1974     |              |
| Umweltminister                                                                   |                   | Peter Walker                            | Conservative Party | 15. Oktober 1970   | 5. November 1972 |              |
| Umweltminister                                                                   | Geoffrey Rippon   | Geoffrey Rippon                         | Conservative Party | 5. November 1972   | 4. März 1974     |              |
| Minister für soziale Dienste                                                     |                   | Keith Joseph                            | Conservative Party | 20. Juni 1970      | 4. März 1974     |              |
| Minister für Wohnungsbau und Kommunalverwaltung                                  |                   | Peter Walker                            | Conservative Party | 24. Juni 1970      | 15. Oktober 1970 |              |
| Chancellor of the Duchy of Lancaster                                             |                   | Anthony Barber                          | Conservative Party | 20. Juni 1970      | 28. Juli 1970    |              |
| Chancellor of the Duchy of Lancaster                                             | Geoffrey Rippon   | Geoffrey Rippon                         | Conservative Party | 28. Juli 1970      | 5. November 1972 |              |
| Chancellor of the Duchy of Lancaster                                             |                   | John Davies                             | Conservative Party | 5. November 1972   | 4. März 1974     |              |
| Minister für Nordirland                                                          |                   | William Whitelaw                        | Conservative Party | 27. März 1972      | 2. Dezember 1973 |              |
| Minister für Nordirland                                                          | Francis Pym       | Francis Pym                             | Conservative Party | 2. Dezember 1973   | 4. März 1974     |              |
| Generalzahlmeister                                                               | Frederick Erroll  | David McAdam Eccles, 1. Viscount Eccles | Conservative Party | 23. Juni 1970      | 2. Dezember 1973 |              |
| Generalzahlmeister                                                               |                   | Maurice Macmillan                       | Conservative Party | 2. Dezember 1973   | 4. März 1974     |              |
| Minister für Schottland                                                          |                   | Gordon Campbell                         | Conservative Party | 19. Juni 1970      | 4. März 1974     |              |
| Technologieminister                                                              | Geoffrey Rippon   | Geoffrey Rippon                         | Conservative Party | 20. Juni 1970      | 28. Juli 1970    |              |
| Technologieminister                                                              |                   | John Davies                             | Conservative Party | 28. Juli 1970      | 15. Oktober 1970 |              |
| Handelsminister                                                                  |                   | Michael Noble                           | Conservative Party | 20. Juni 1970      | 15. Oktober 1970 |              |
| Minister für Handel und Industrie                                                |                   | John Davies                             | Conservative Party | 15. Oktober 1970   | 5. November 1972 |              |
| Minister für Handel und Industrie                                                |                   | Peter Walker                            | Conservative Party | 5. November 1972   | 4. März 1974     |              |
| Minister für Handel und Verbraucherschutz                                        | Geoffrey Howe     | Geoffrey Howe                           | Conservative Party | 5. November 1972   | 4. März 1974     |              |
| Verkehrsminister                                                                 |                   | John Peyton                             | Conservative Party | 23. Juni 1970      | 15. Oktober 1970 |              |
| Minister für Wales                                                               |                   | Peter Thomas                            | Conservative Party | 20. Juni 1970      | 4. März 1974     |              |